# Богда
Богда (рум. Bogda) — село у повіті Тіміш в Румунії. Входить до складу комуни Богда.
Село розташоване на відстані 393 км на північний захід від Бухареста, 35 км на північний схід від Тімішоари.

## Населення
За даними перепису населення 2002 року у селі проживали 78 осіб, з них 75 осіб (96,2%) румунів. Рідною мовою 75 осіб (96,2%) назвали румунську.